# Brown County (Illinois)
Brown County is een county in de Amerikaanse staat Illinois.
De county heeft een landoppervlakte van 792 km² en telt 6.950 inwoners (volkstelling 2000). De hoofdplaats is Mount Sterling.